# Karate vid europeiska spelen 2019
Karate vid europeiska spelen 2019 avgjordes mellan 29 och 30 juni 2019. Under tävlingarna delades det ut medaljer i 12 stycken grenar. 96 idrottare från 37 nationer deltog i tävlingarna. Tävlingarna gav kvalpoäng inför olympiska sommarspelen 2020 då karate gör OS-debut.

## Medaljsummering
Damer
| Gren          | Guld                  | Silver                   | Brons                                                |
| Kata          | Sandra Sánchez (ESP)  | Viviana Bottaro (ITA)    | Patrícia Esparteiro (POR) · Dilara Eltemur (TUR)     |
| Kumite 50 kg  | Bettina Plank (AUT)   | Serap Özçelik (TUR)      | Sophia Bouderbane (FRA) · Mariya Koulinkovitch (BLR) |
| Kumite 55 kg  | Ivet Goranova (BUL)   | Anzjelika Terljuha (UKR) | Jana Bitsch (GER) · Jennifer Warling (LUX)           |
| Kumite 61 kg  | Anita Serohina (UKR)  | Tjaša Ristič (SLO)       | Gwendoline Philippe (FRA) · Merve Çoban (TUR)        |
| Kumite 68 kg  | Silvia Semeraro (ITA) | İrina Zaretska (AZE)     | Halyna Melnyk (UKR) · Elena Quirici (SUI)            |
| Kumite +68 kg | Laura Palacio (ESP)   | Meltem Hocaoğlu (TUR)    | Titta Keinänen (FIN) · Eleni Jatziliadu (GRE)        |

Herrar
| Gren          | Guld                   | Silver                    | Brons                                               |
| Kata          | Damián Quintero (ESP)  | Ali Sofuoğlu (TUR)        | Roman Heydərov (AZE) · Mattia Busato (ITA)          |
| Kumite 60 kg  | Kalvis Kalniņš (LAT)   | Firdovsi Fərzəliyev (AZE) | Angelo Crescenzo (ITA) · Jevgenij Plachutin (RUS)   |
| Kumite 67 kg  | Luca Maresca (ITA)     | Mario Hodžić (MNE)        | Artsiom Krautsou (BLR) · Yves Martial Tadissi (HUN) |
| Kumite 75 kg  | Stanislav Horuna (UKR) | Rafael Ağayev (AZE)       | Gábor Hárspataki (HUN) · Pavel Artamonov (EST)      |
| Kumite 84 kg  | Ivan Kvesić (CRO)      | Uğur Aktaş (TUR)          | Michele Martina (ITA) · Valerij Tjobotar (UKR)      |
| Kumite +84 kg | Aisman Qurbanlı (AZE)  | Anđelo Kvesić (CRO)       | Jonathan Horne (GER) · Gogita Arkania (GEO)         |

## Medaljtabell
| Pl.    | Nation       | Guld | Silver | Brons | Totalt |
| ------ | ------------ | ---- | ------ | ----- | ------ |
| 1      | Spanien      | 3    | 0      | 0     | 3      |
| 2      | Italien      | 2    | 1      | 3     | 6      |
| 3      | Ukraina      | 2    | 1      | 2     | 5      |
| 4      | Azerbajdzjan | 1    | 3      | 1     | 5      |
| 5      | Kroatien     | 1    | 1      | 0     | 2      |
| 6      | Bulgarien    | 1    | 0      | 0     | 1      |
| 6      | Lettland     | 1    | 0      | 0     | 1      |
| 6      | Österrike    | 1    | 0      | 0     | 1      |
| 9      | Turkiet      | 0    | 4      | 2     | 6      |
| 10     | Montenegro   | 0    | 1      | 0     | 1      |
| 10     | Slovenien    | 0    | 1      | 0     | 1      |
| 12     | Frankrike    | 0    | 0      | 2     | 2      |
| 12     | Tyskland     | 0    | 0      | 2     | 2      |
| 12     | Ungern       | 0    | 0      | 2     | 2      |
| 12     | Vitryssland  | 0    | 0      | 2     | 2      |
| 16     | Estland      | 0    | 0      | 1     | 1      |
| 16     | Finland      | 0    | 0      | 1     | 1      |
| 16     | Georgien     | 0    | 0      | 1     | 1      |
| 16     | Grekland     | 0    | 0      | 1     | 1      |
| 16     | Luxemburg    | 0    | 0      | 1     | 1      |
| 16     | Portugal     | 0    | 0      | 1     | 1      |
| 16     | Ryssland     | 0    | 0      | 1     | 1      |
| 16     | Schweiz      | 0    | 0      | 1     | 1      |
| Totalt | Totalt       | 12   | 12     | 24    | 48     |